# Leptotarsus heterogamus
Leptotarsus heterogamus är en tvåvingeart som först beskrevs av Hudson 1913.  Leptotarsus heterogamus ingår i släktet Leptotarsus och familjen storharkrankar. Inga underarter finns listade i Catalogue of Life.